# Martigné-Ferchaud
Martigné-Ferchaud (tiếng Breton: Marzhinieg-Houarnruz, Gallo: Marteinyaé-Fèrchaud) là một xã của tỉnh Ille-et-Vilaine, thuộc vùng Bretagne, miền tây bắc nước Pháp.

## Dân số
Người dân ở Martigné-Ferchaud được gọi là Martignolais.
| Năm | 1962 | 1968 | 1975 | 1982 | 1990 | 1999 |
| --- | ---- | ---- | ---- | ---- | ---- | ---- |
| Dân số | 3168 | 3227 | 3285 | 3150 | 2920 | 2634 |
| From the year 1962 on: No double counting—residents of multiple communes (e.g. students and military personnel) are counted only once. |      |      |      |      |      |      |